# Jaguar XJ (X351)
La Jaguar XJ (nome in codice X351) è un'autovettura prodotta dalla casa automobilistica britannica Jaguar dal 2009 al 2019, come nona generazione della serie XJ. È stata costruita nella storica fabbrica Jaguar di Castle Bromwich, nei pressi di Birmingham, nel Regno Unito.

## Il contesto

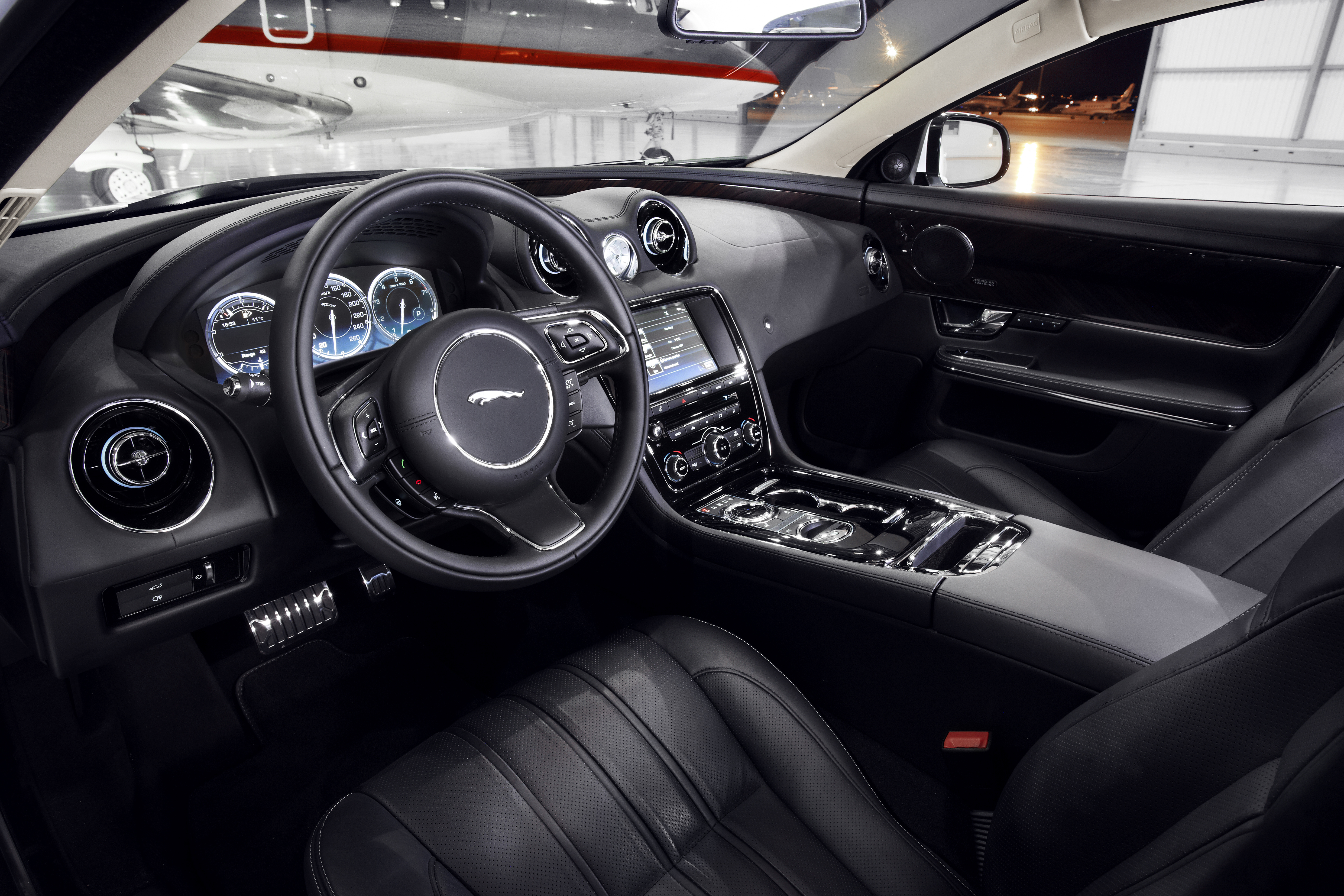
Interni di una XJ

Il modello combina una linea completamente nuova con una base meccanica che deriva da una delle sue antenate, la XJ X350. Le dimensioni sono state maggiorate in lunghezza e in larghezza e il suo frontale richiama quello della XF, staccandosi così dal family feeling delle vecchie generazioni e continuando quello introdotto dalla sorella più piccola. Condivide i motori già montati su altre vetture Jaguar e Land Rover.
Inizialmente la produzione del modello avrebbe dovuto iniziare nel settembre del 2009, con le prime consegne che sarebbero dovute cominciare nella prima parte del 2010, ma la commercializzazione fu poi spostata a dicembre.
La Jaguar invitò Jay Leno a svelare al pubblico la nuova XJ all'interno della galleria Saatchi di Londra il 9 luglio 2009. L'avvenimento fu trasmesso in diretta dal sito Internet ufficiale della casa del giaguaro. Negli Stati Uniti d'America il modello venne invece presentato al pubblico al Pebble Beach Concours d'Elegance.
Al Salone di Mosca 2010, venne presentata la XJ Sentinel, una versione blindata della XJ a passo lungo, dotata di protezione balistica livello B7 in grado di resistere all'esplosione di 15kg di TNT. Monta il 5.0L V8 della XJ Supersport e cerchi da 19 pollici con pneumatici tubeless.

## Caratteristiche

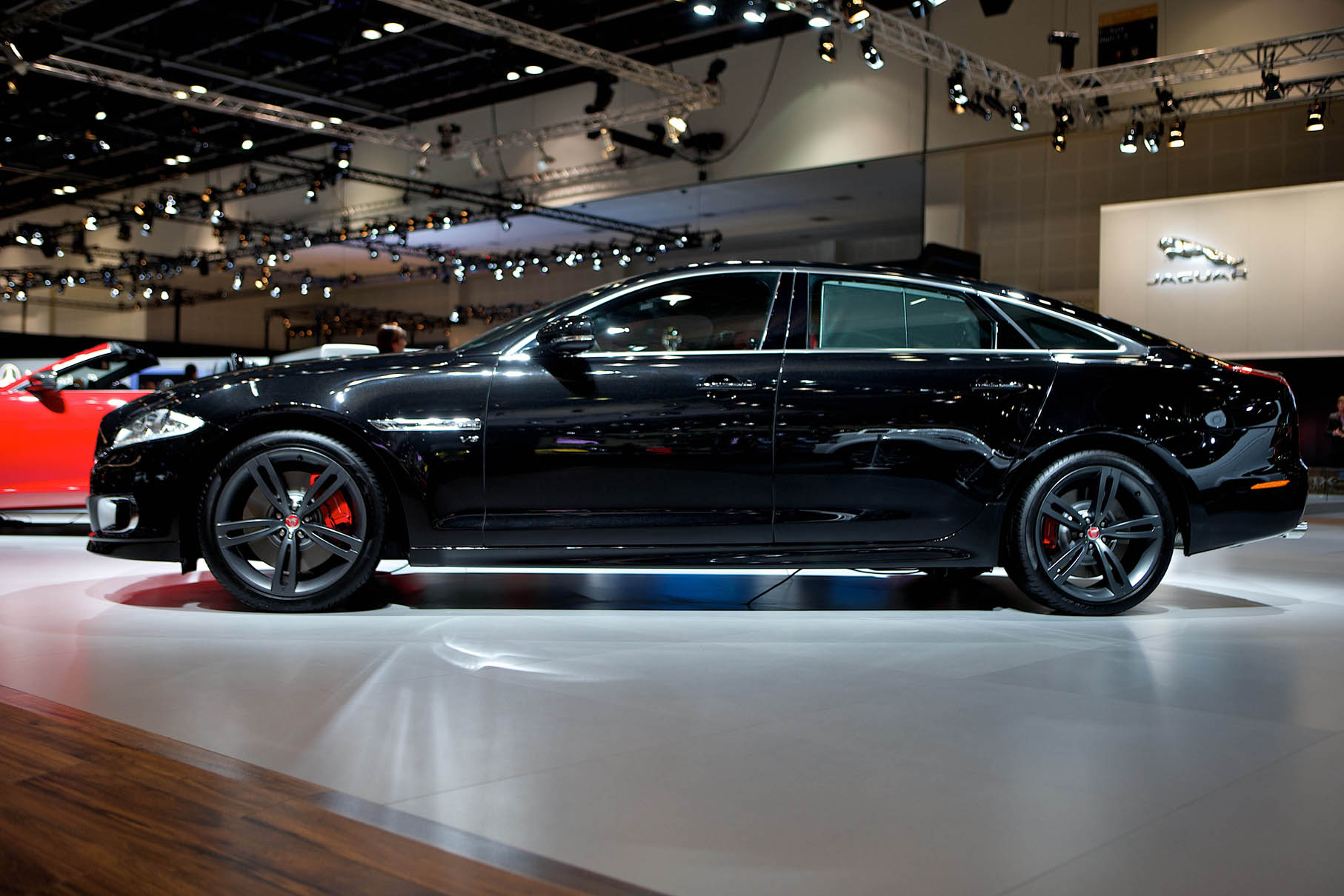
Linea laterale di una XJ

È commercializzata nella sola versione berlina a quattro porte in due diverse dimensioni a passo lungo o corto e 4 allestimenti.
Sono offerti due tipi di carrozzeria con passi differenti, corto e lungo.
Diversamente però dalle altre vetture di questo segmento, la variante a passo lungo fu progettata per prima, e da essa la Jaguar si aspettava di vendere il 67% degli esemplari negli Stati Uniti d'America.
Il modello è prodotto nello stabilimento di Castle Bromwich, nel Regno Unito.

### Design e meccanica

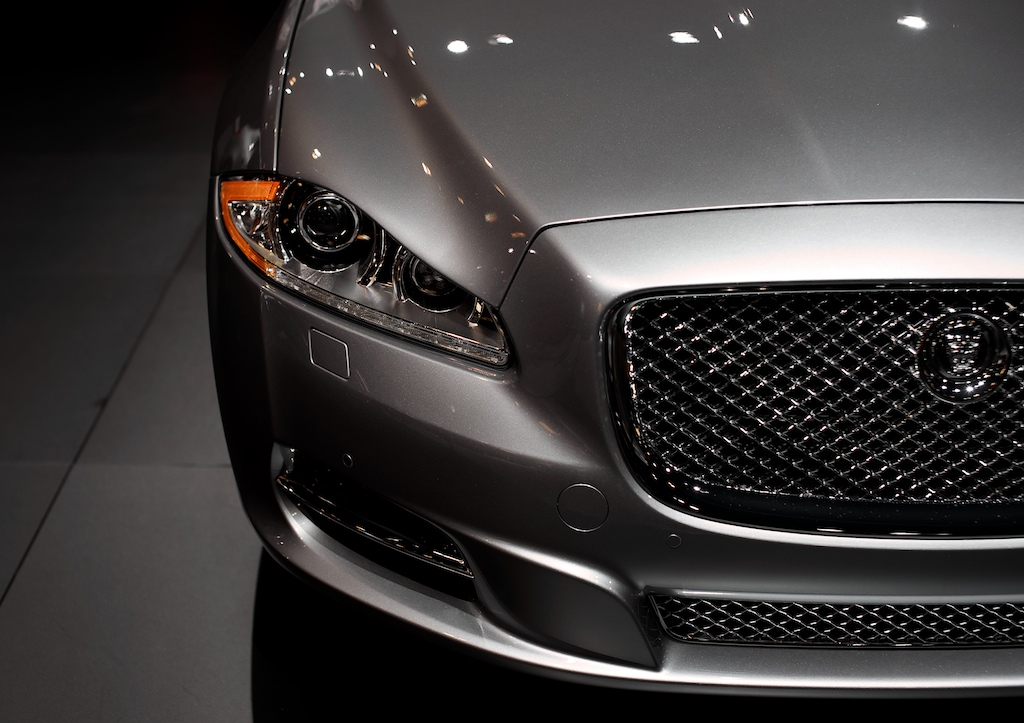
Dettaglio dell'anteriore di una XJ; notare i fari a "occhi di felino" e la generosa griglia rettangolare "a naso" cromata con al centro il logo della casa

La XJ è stata progettata negli stabilimenti di Coventry da un gruppo guidato da Ian Callum con un design profondamente diverso da quello delle serie precedenti XJ.
I motori disponibili sono stati sviluppati e incrementati nella cilindrata rispetto a quelli delle versioni precedenti. Sono di due tipologie, un V8 a benzina e V6 a gasolio, entrambi montati anteriormente in posizione longitudinale e la trazione è posteriore. Tutti gli esemplari della XJ montano una trasmissione automatica con cambio sequenziale a sei rapporti, ereditati dal modello precedente modello la X358. La maggior differenza è costituita dalle levette del cambio poste al volante,e un selettore a manopola al posto della classica leva con griglia "a J". La velocità di tutte le varie versioni è stata limitata a 250 km/h. Il motore Diesel ha un consumo di gasolio pari a 7,1 L/100 km ed emette 184 g/ km di CO2.

### Telaio, dimensioni e pesi
La XJ possiede un pianale ed un corpo vettura costruito in alluminio con il 50% di materiale riciclato, che è basato sul telaio della X350, dove sono conservate le proporzioni della piattaforma di quest'ultimo modello. La differenza più evidente sta nel ritorno alle molle elicoidali in acciaio per l'avantreno, con il mantenimento delle sospensioni pneumatiche solo per il retrotreno. Come in precedenza, sono presenti gli ammortizzatori a smorzamento controllato, ma con differenti programmi selezionabili dal conducente. 

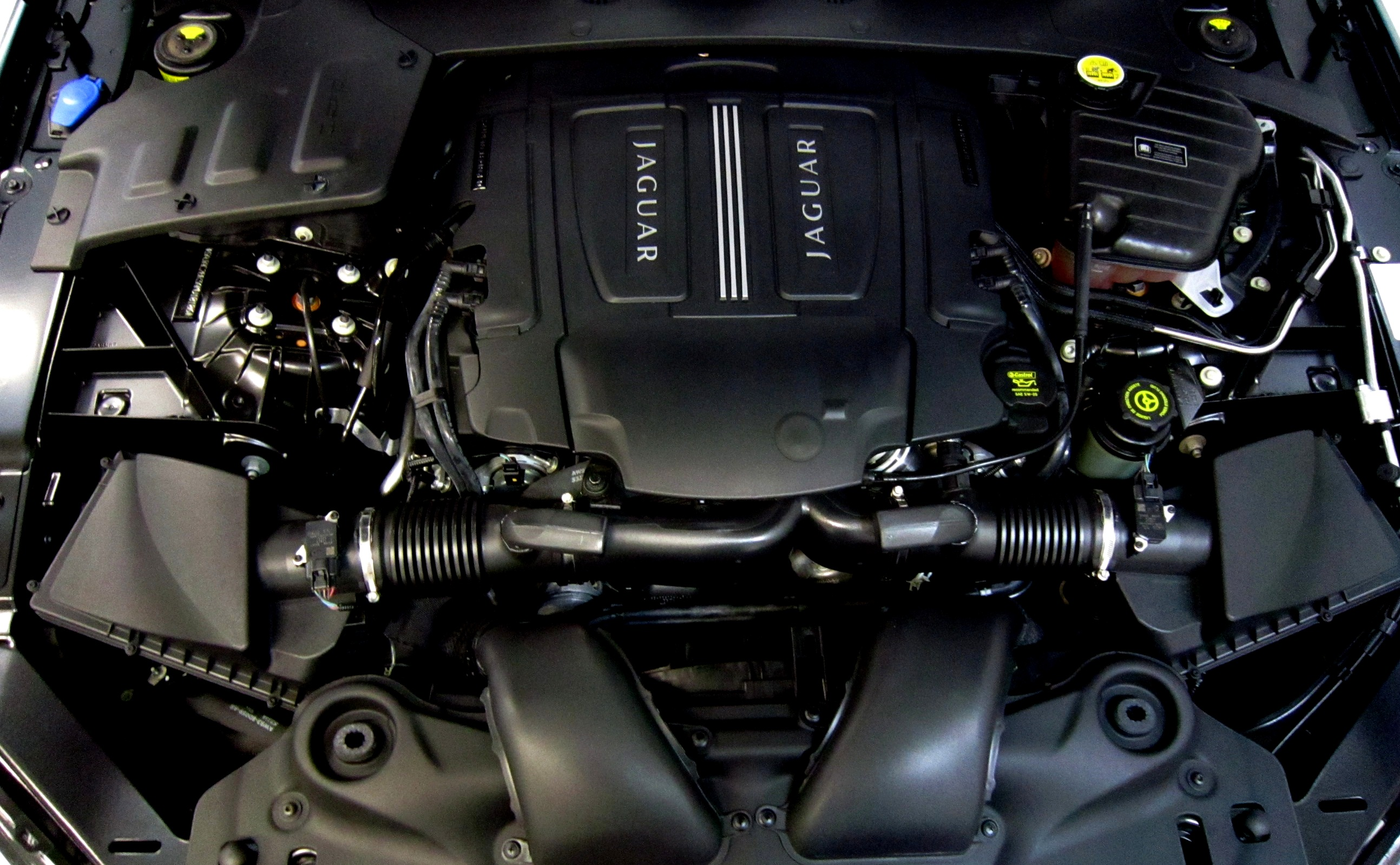
Dettaglio del motore da 5,0 litri di una XJ

Il modello è stato commercializzato con due telai aventi passi differenti; quello corto ha lunghezza di 3.032 mm, mentre quello lungo raggiunge i 3.157 mm. La lunghezza totale della vettura è di 5.122 mm per la prima versione, e 5.247 mm per la seconda. L'altezza era la medesima per entrambe, 1.448 mm. La larghezza, esclusi gli specchietti, è di 1.894 mm, mentre inclusi questi ultimi raggiunge i 2.110 mm.
La versione a passo corto ha un peso di 1.796 kg con il motore diesel, 1.755 kg se è installato il propulsore a benzina e 1.892 kg se possiede il motore a benzina sovralimentato. Invece, per la versione a passo lungo i pesi sono, rispettivamente, 1.813 kg, 1.773 kg e 1.915 kg. La carrozzeria a scocca portante in alluminio ha fatto della XJ una delle berline più leggere della sua categoria.

## Motorizzazioni
| Motore                                                | Tipo (cilindrata, alesaggio x corsa)   | Potenza, coppia@giri al minuto       | Accelerazione (0–100 km/h) | Velocità massima |
| ----------------------------------------------------- | -------------------------------------- | ------------------------------------ | -------------------------- | ---------------- |
| V6 3 L Diesel AJ-V6D GEN III                          | 2993 cm³ doppia turbina, 84 mm x 90 mm | 275 CV@4000, 600 N•m@2000            | 6,4 s                      | 266 km/h         |
| V8 5 L benzina AJ-V8 GEN III                          | 5000 cm³, 92,5 mm x 93 mm              | 385 CV@6500, 515 N•m @3500           | 5,7 s                      | 266 km/h         |
| V8 5L benzina sovralimentato da 470 CV AJ-V8 GEN III  | 5000 cm³, 92,5 mm x 93 mm              | 470 CV@6000-6500, 575 N•m @2500-5500 | 5,2 s                      | 266 km/h         |
| V8 5 L benzina sovralimentato da 510 CV AJ-V8 GEN III | 5000 cm³, 92,5 mm x 93 mm              | 510 CV@6000-6500, 625 N•m @2500-5500 | 4,9 s                      | 266 km/h         |

## Evoluzione

### Aggiornamento 2012
Vengono introdotti:
- Comfort Pack per i sedili posteriori: include reclinazione elettrica, regolazione lombare e funzione massaggio.
- Sport e Speed Pack: include un nuovo slitter anteriore, un nuovo spoiler posteriore, sedili sportivi con cuciture a contrasto, pedali in metallo lucidato, inserti in Piano Black o in fibra di carbonio, griglie e prese d'aria esterne in Gloss Black, pinze dei freni rosse, cerchi Venom da 20 pollici e limitatore di velocità spostato da 250 km/h a 280 km/h.
- Illumination Pack (di serie sulla XJ Supersport).

### XJ Ultimate
Disponibile solo in versione a passo lungo, venne sviluppata dalla divisione Engineered To Order (ETO) di Jaguar Land Rover e presentata al Salone di Pechino 2012.
Include due iPad, incorporati nello schienale dei sedili anteriori, completamente integrati con l'impianto audio surround Meridian da 825 watt. Una coppia di sedili posteriori dotati di luci di lettura esclusive. Un tavolino ad azionamento elettrico alloggiato nella console centrale posteriore, sotto il quale è presente un apposito vano per due flute. La parte posteriore della console centrale ospita inoltre un contenitore per bottiglie da 75 cl.

### Motorizzazioni
| Allestimento      | Luxury          | Premium Luxury      | Portfolio           | Supersport                       | Ultimate                         |
| ----------------- | --------------- | ------------------- | ------------------- | -------------------------------- | -------------------------------- |
| Motori            | 3.0 L diesel    | 3.0 L diesel, 5.0 L | 3.0 L diesel, 5.0 L | 3.0 L diesel, 5.0 L Supercharged | 3.0 L diesel, 5.0 L Supercharged |
| Cerchi (di serie) | Meru 18 pollici | Aleutian 19 pollici | Kasuga 20 pollici   | Mataiva 20 pollici               | Maroa 20 pollici                 |

### XJR (2013-2019)

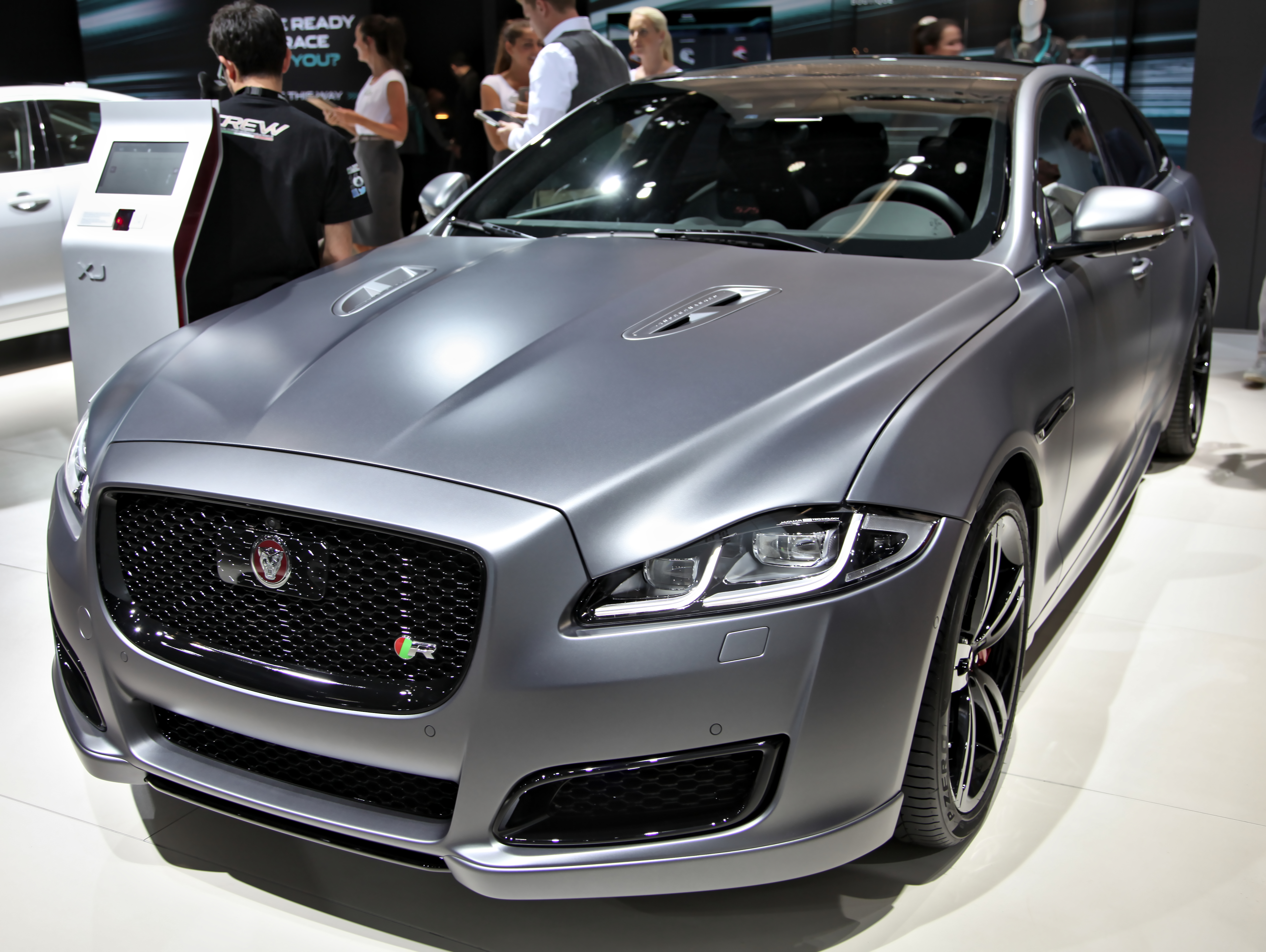
XJR restyling

Introdotta nel 2013, la XJR è la variante ad alte prestazioni della XJ. Disponibile nelle configurazioni sia passo corto che lungo, monta un motore V8 sovralimentato da 5,0 litri con potenza di 550 CV e 680 Nm che la spinge ad una velocità massima autolimitata elettronicamente a 280 km/h, coadiuva da un cambio automatico a otto velocità con una messa a punto apposita per la XJR, un nuovo splitter anteriore, uno spoiler posteriore aggiuntivo e feritoie del cofano, differenziale attivo elettronico e sistemi di controllo dinamico della stabilità calibrati per migliorare la manovrabilità, nuovi cerchi           in lega forgiata da 20 pollici con pneumatici Pirelli a basso profilo.

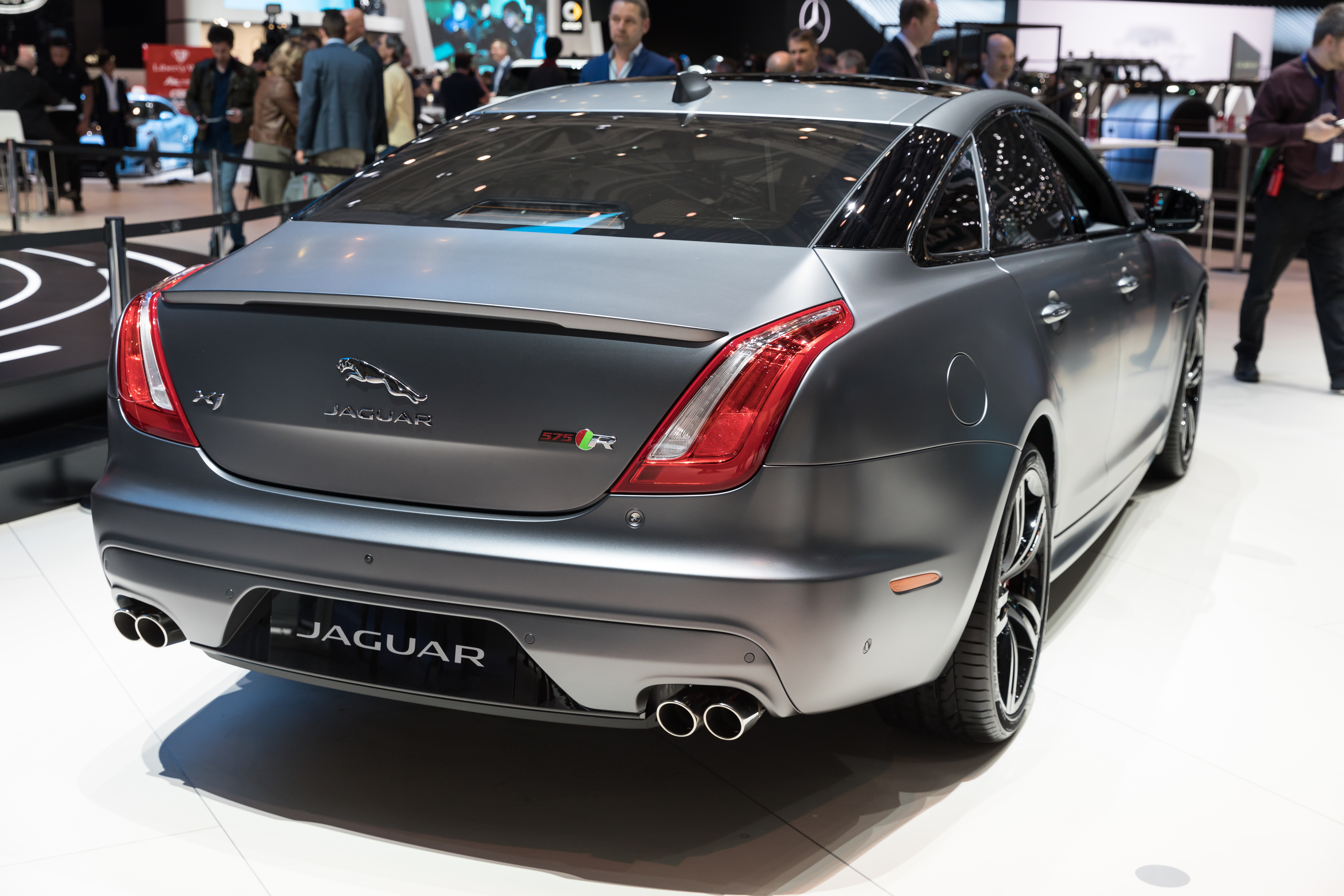
XJR restyling

La XJR è stata presentata al salone di New York del 2013 e poi al Goodwood Festival of Speed del 2013.

### Restyling 2015
La XJ ha ricevuto un restyling nel 2015. Le modifiche includono luci anteriori e posteriori a LED "J-Blade", una nuova griglia e un nuovo sistema di infotainment InControl Touch Pro, nuovi sistemi di assistenza alla guida e un nuovo sistema audio.